# Nippon Cargo Airlines
Nippon Cargo Airlines Company, Limited (яп. 日本貨物航空株式会社), также — NCA, — японская грузовая авиакомпания, головной офис которой находится на территории международного аэропорта Нарита в Нарите, префектура Тиба, недалеко от Токио. Она осуществляет регулярные грузовые перевозки в Азию, Европу и Северную Америку. Основная база авиакомпании — аэропорт Нарита.

## История
Nippon Cargo Airlines была основана 21 сентября 1978 года (ее головной офис первоначально представлял собой одно помещение внутри офиса All Nippon Airways в Kasumigaseki Building) и начала свою деятельность в 1985 году. Это была первая в Японии полностью грузовая авиакомпания.[2] ] Со временем их сеть разрослась и теперь включает в себя множество городов на трех континентах. Первоначально NCA представляла собой совместное предприятие транспортных компаний Nippon Yusen и All Nippon Airways (ANA). В августе 2005 года ANA продала свою долю компании Nippon Yusen.
В декабре 2010 года NCA была выбрана для оказания наземной поддержки японским самолётам Air Force One, заменив Japan Airlines, которая в то время находилась в процессе вывода из эксплуатации своего парка самолётов 747.

## Маршрутная сеть
Nippon Cargo Airlines обслуживает следующие направления (по состоянию на август 2014 г.):
| Страна               | Город            | Аэропорт                                    | Прим.      | Ссылки       |
| -------------------- | ---------------- | ------------------------------------------- | ---------- | ------------ |
| Азербайджан          | Баку             | Международный аэропорт имени Гейдара Алиева |            | [ 8 ]        |
| Канада               | Эдмонтон         | Международный аэропорт Эдмонтон             |            | [ 9 ]        |
| Китай                | Шанхай           | Международный аэропорт Шанхай-Пудун         |            | [ 6 ]        |
| Германия             | Хан              | Аэропорт Франкфурт-Хан                      | Прекращено | [ 10 ]       |
| Гонконг              | Гонконг          | Международный аэропорт Гонконг              |            | [ 6 ]        |
| Италия               | Милан            | Аэропорт Милан-Мальпенса                    |            | [ 6 ]        |
| Япония               | Китакюсю         | Аэропорт Китакюсю                           |            |              |
| Япония               | Нагоя            | Международный аэропорт Тюбу                 |            |              |
| Япония               | Окинава          | Аэропорт Наха                               | Хаб        |              |
| Япония               | Осака            | Международный аэропорт Кансай               | Хаб        |              |
| Япония               | Токио            | Международный аэропорт Нарита               | Хаб        | [ 6 ]        |
| Нидерланды           | Амстердам        | Аэропорт Амстердам-Схипхол                  |            | [ 6 ]        |
| Сингапур             | Сингапур         | Аэропорт Чанги                              |            | [ 6 ]        |
| Республика Корея     | Сеул             | Международный аэропорт Инчхон               |            |              |
| Китайская Республика | Тайбэй           | Международный аэропорт Таоюань              |            | [ 6 ]        |
| Таиланд              | Бангкок          | Аэропорт Суварнабхуми                       |            | [ 6 ]        |
| США                  | Анкоридж         | Международный аэропорт имени Тэда Стивенса  |            | [ 6 ]        |
| США                  | Чикаго           | Международный аэропорт О’Хара               |            | [ 6 ]        |
| США                  | Даллас/Форт-Уэрт | Международный аэропорт Даллас/Форт-Уэрт     |            | [ 6 ] [ 11 ] |
| США                  | Лос-Анджелес     | Международный аэропорт Лос-Анджелес         |            | [ 6 ]        |
| США                  | Нью-Йорк         | Международный аэропорт имени Джона Кеннеди  |            | [ 6 ]        |
| США                  | Сан-Франциско    | Международный аэропорт Сан-Франциско        |            | [ 6 ]        |

### Код-шеринговые соглашения
Nippon Cargo Airlines имеет код-шеринговые соглашения со следующими авиакомпаниями:
- Cargolux[12][13]
- Singapore Airlines Cargo[14][13]

## Флот

### Нынешний
Флот NCA состоит из следующих самолётов (по состоянию на 2021 год):
| Модель        | Количество | Заказано | Прим. |
| ------------- | ---------- | -------- | ----- |
| Boeing 747-8F | 8          | —        |       |
| Всего         | 8          | —        |       |

- 9 июня 2005 года первый Boeing 747-400F авиакомпании Nippon Cargo Airline был доставлен на испытания в Эверетт, штат Вашингтон, и стал первым из четырёх, заказанных авиакомпанией[16].
- В июне 2006 года NCA заказала ещё два Boeing 747-400F к восьми уже заказанным. Эти самолёты были поставлены начиная с 2008 года и заменили Boeing 747-200F. К маю 2009 года было поставлено десять таких самолётов, но последние два были переданы бельгийской авиакомпании Cargo B Airlines, акциями которой владела NCA. В мае 2009 года компания Cargo B объявила о банкротстве, и два самолёта были помещены на хранение. Впоследствии оба были сданы в лизинг авиакомпании AirBridgeCargo[17][18].
- В 2007 году авиакомпания заказала 14 грузовых самолётов Boeing 747-8 и получила восемь экземпляров. В 2015 году компания отменила невыполненные заказы на четыре самолёта, но сохранила бронь ещё на два. Предполагается, что это связано со спадом объёмов грузовых перевозок в Азиатско-Тихоокеанском регионе[19]. В 2017 году она отменила оставшиеся два заказа, в результате чего у авиакомпании не осталось невыполненных заказов на самолёты[20].

### Бывший
Nippon Cargo Airlines ранее эксплуатировала следующие самолёты:
| Модель           | Количество | Включены | Списаны | Прим.         |
| ---------------- | ---------- | -------- | ------- | ------------- |
| Boeing 747-200F  | 6          | 1984     | 2011    |               |
| Boeing 747-200SF | 4          | 1997     | 2008    |               |
| Boeing 747SR-81F | 1          | 1993     | 2009    |               |
| Boeing 747-400F  | 10         | 2005     | 2018    | [ 22 ] [ 23 ] |

## Деятельность

### Штаб-квартира и основные офисы
Штаб-квартира Nippon Cargo Airlines находится в ангаре линейного обслуживания в международном аэропорту Нарита в Нарите, префектура Тиба. Ангар находится на территории инженерно-технического комплекса аэропорта. Объект имеет несколько экологически чистых решений, в том числе световую стену, верхнее освещение, естественно сбалансированные ветроэнергетические окна, озеленённую крышу, солнечную систему нагрева воды и оборудование для использования дождевой воды для мытья фюзеляжей самолётов.
В 2007 году NCA подписала соглашение с компанией Nippon Steel Engineering, на строительство ангара для технического обслуживания и проектирования в Нарите. В здании должны были быть предусмотрены экологически безопасные процедуры, способствующие обслуживанию самолётов в дневное время, поскольку работы по техническому обслуживанию самолётов NCA запланированы на дневные часы. 30 апреля 2009 года завершено строительство ангара линейного обслуживания. 8 июня 2009 г. ангар начал работу.
В июле 1978 года, когда компания только начала свою деятельность, она работала в одном помещении внутри офиса All Nippon Airways в Kasumigaseki Building в Касумигасеки, Тиёда, Токио. В марте 1997 года NCA перенесла свою штаб-квартиру из здания Сирояма Дж. Т. Мори на 10-й этаж нового здания Касумигасэки, в котором размещалось маркетинговое подразделение NCA с 1987 по 1991 год. В марте 2003 года из-за потребности в дополнительных помещениях штаб-квартира переехала в Сиодоме, Минато, Токио, когда она открылась; этот переезд стал пятым переездом штаб-квартиры.

### Региональные офисы
В настоящее время корпоративный офис авиакомпании в Токио находится в Ниси-Симбаши, Минато, Токио. В 2008 году корпоративный офис находился на четвёртом этаже здания грузовой администрации аэропорта Нарита.

### Другие объекты в Японии
NCA открыла главный дата-центр в Кото, Токио, в 2007 году, церемония открытия состоялась 12 марта 2007 года. Ранее компьютерные операции выполнялись в компьютерном центре ANA. 9 октября 2007 года авиакомпания открыла свой Глобальный операционный центр в Терминале 2 международного аэропорта Нарита. Некоторые члены технического отдела штаба по обеспечению полетов были немедленно переведены в новый центр. Весной 2008 года в северном полушарии подразделения, связанные с экипажем, должны были быть переведены в новый оперативный центр. В 2007 году NCA подписала заказ с корпорацией Taisei на строительство центра подготовки экипажей. Строительство центра экипажа, расположенного в Сибаяме, округ Санбу, должно было начаться в сентябре 2007 года. Компания планировала ввести объект в эксплуатацию в сентябре 2008 года. 6 мая 2011 года авиакомпания объявила, что перемещает свои местные офисы и грузовой склад в Нарите из северной грузовой зоны аэропорта в южную грузовую зону.

### Международные представительства
В 2007 году NCA учредила региональные дочерние компании NCA Americas Inc. и Nippon Cargo Airlines Europe B.V. Региональная штаб-квартира в Америке находится на территории международного аэропорта О’Хара в Чикаго, штат Иллинойс. Первоначально штаб-квартира американского филиала должна была располагаться в Нью-Йорке. Её европейская региональная штаб-квартира находится на территории аэропорта Схипхол в Амстердаме, Нидерланды.